# 馬新第二通道
馬新第二通道（新加坡官方：Tuas Second Link），亦称新马第二通道、簡稱「第二通道」（LINKEDUA），是一座總長1,920（6,300英尺）、連接馬來西亞柔佛州和新加坡的跨海大橋，被新加坡政府稱為「大士第二通道」（英語：Tuas Second Link）。該通道（大橋）於1998年由时任新加坡总理吴作栋与马来西亚首相马哈迪·莫哈末共同揭幕并開始啟用，2008年2月1日起實行收費制度，乃繼新柔長堤之後的第二個跨越马新边界的交通要道。
不同於位於新加坡兀蘭的較小型關卡，大士關卡僅為車輛通關專用，旅客不得徒步抵達該關卡。

## 通行方式

### 從馬來西亞方向
前往該橋的主要通道為第二通道高速公路（Second Link Expressway），可從南北大道（E2）在第253號出口——士乃北交流道（Senai North Interchange）駛出進入。
另外，駕駛者亦可從金山園（Taman Perling）進入該高速公路，該處同時與巴西古當大道（聯邦17號公路）以及士姑來大道（聯邦1號公路）相連。連接金山園的這段高速公路亦被稱為笨珍－新山園道（Pontian–Johor Bahru Parkway）。

### 從新加坡方向
此橋可直接經由亞逸拉惹高速公路通行，並有其他支援道路接駁，位於大士工業區周邊地帶。

## 歷史
建造馬來西亞與新加坡之間第二通道的構想，最早於1980年7月由時任柔佛州務大臣奥斯曼沙赫提出。由於地處遠離新山的地理位置，振林山被視為可行的選址。該建議旨在紓解長堤日益嚴重的交通擁堵問題。馬來西亞聯邦政府對奧斯曼的計畫表示支持，柔佛州政府隨後成立一個委員會，著手研究建造第二通道的可行性。
1989年7月，聯合工程（馬來西亞）有限公司（United Engineers Malaysia Berhad，簡稱 UEM）向馬來西亞政府提交一份私營化新加坡第二通道建設的建議書。該建議獲得政府接受後，雙方於1993年7月簽署特許經營協議，授權 UEM 在1993年7月27日起的30年間，享有設計、建造、管理、營運與維護該橋樑與相關高速公路的專屬權利。
隨後於1994年5月，UEM 與政府簽訂了一份轉讓協議，將其在特許經營協議中的所有權利、責任與義務，轉讓給其全資子公司——Linkedua（馬來西亞）有限公司。
此項橋樑建設工程需馬來西亞與新加坡兩國政府通力合作。1994年3月22日，兩國政府簽署政府間協議，明確規範雙方在設計、建造、營運與維護橋樑上的責任。根據協議，兩國政府各自負責在其領土內建造相應部分，並遵循共同協議的設計方案。同時，雙方也組成一個聯合委員會，以監督整個馬新第二通道工程的執行情況。
本項目的主要組成包括：第二通道橋樑、44公里長的高速公路、一座關稅、移民與檢疫（CIQ）綜合大樓、三個收費廣場、兩座休息與服務區，以及其他附屬設施。該橋設計通行能力達每日20萬輛車輛。
第二通道於1998年1月2日正式通車。同年4月18日，由新加坡總理吳作棟與馬來西亞首相马哈迪·莫哈末共同為其主持開幕儀式。

## 收费

### 丹絨古邦收费站（Tanjung Kupang Toll Plaza (TTK)）
在前马来西亚财政部长林冠英的宣布下，2019年1月1日第二通道马来西亚收费站正式废除摩托车道收费。
| 级别 | 車辆区分 | 路费（单位：令吉） |
| ---- | -------- | ------------------ |
| 0    | 摩托车   | 免费               |
| 1    | 普通轿车 | RM10.80            |
| 2    | 小型货车 | RM24.40            |
| 3    | 卡车     | RM48.90            |
| 4    | 计程车   | RM8.10             |
| 5    | 巴士     | RM13.00            |

- U-转回马来西亚收费RM6.40
- 接受新币，但以1对1比率（即付1新币 等同于1马币）

### 大士关卡（Tuas Checkpoint）
2019年1月21日起，新加坡正式取消第二通道新加坡收费站的摩托车道收费。以下是截至2025年6月，大士关卡对各类车辆的收费明细；駕駛人必須確保其儲值卡內（外籍車輛使用 Autopass 卡，新加坡車輛使用 NETS CashCard 或 CEPAS 卡）有足夠的儲值金額，並在過關時將卡片插入移民檢查站的讀卡機，以便扣除相關費用與收費。
| 级别 | 车辆区分 | 收费额 (新币 (S$)) |
| ---- | -------- | ------------------ |
| 0    | 摩托车   | 免费               |
| 1    | 普通轿车 | S$2.10             |
| 2    | 小型货车 | S$5.60             |
| 3    | 卡车     | S$11.30            |
| 4    | 计程车   | S$1.60             |
| 5    | 巴士     | S$2.50             |

## 技術規格

### 橋樑規格
- 橋樑總長：1,920公尺（6,300英尺）
- 兩個關卡之間的距離：6,000公尺（20,000英尺）
- 位於馬來西亞水域內的長度：1,769公尺（5,804英尺）
- 建造期間：1994年10月至1997年10月
- 樁基總長度：10,230公尺（33,560英尺）
- 混凝土總體積：54,000立方公尺（1,900,000立方英尺）
- 鋼筋總重量：18,000公噸（20,000美噸）
- 預製箱型橋節塊總數：840個
- 最長橋跨：165公尺（541英尺）

### 航道規格
- 馬來西亞主要航道：寬75公尺（246 英尺），高25公尺（82英尺）
- 馬來西亞次要航道：寬50公尺（160 英尺），高9公尺（30英尺）
- 新加坡航道：寬75公尺（246 英尺），高12公尺（39英尺）

### 马来西亚
- PLUS Expressway Berhad （页面存档备份，存于）
- Malaysian Highway Authority

### 新加坡
- Land Transport Authority （页面存档备份，存于）

### 其他
- Google Maps link （页面存档备份，存于） showing the Second Link, with Tanjung Kupang, Malaysia, at left and Tuas, Singapore, at right.